# 鶴崎站
鶴崎站（日语：／ Tsurusaki eki */?）是位於大分縣大分市，九州旅客鐵道（JR九州）和日本貨物鐵道（JR貨物）的日豐本線車站。事務管號碼為▲920530。
名義上，本站仍然屬於JR貨物的貨物車站。亦曾經是貨物臨時起卸站與專用線內起卸站，但早已沒有定期貨物列車班次，大分縣的鐵路貨物處理全部由西大分站內的JR貨物車站負責。車站北邊即為貨運設備遺址。
本站為特急列車「日輪」的停車站（個別班次會採用「音速」稱之）。

## 車站構造
現時為第二代站房，第一代站房早於1945年因「鶴崎空襲」而被燒毀。站房中央為出入口及開放式閘口，並設有對應IC卡的出、入站感應器，站務設備全置於車站右方，由JR九州服務支援管理的業務委託車站，設有綠色窗口的售票窗口及兩部自動售票機，售票窗口可購買SUGOCA。最右側為內部用途，後方為洗手間。而左邊曾經為便利商店「MiniConvi」及Y Shop，退場後一度作為候車室及展覽室，現時為咖啡室「車站咖啡室」（駅かふえ）。
當初在2018年3月17日計劃在牧站至幸崎站之間引入車站遠程資訊系統「ANSWER」，並成為無人車站。但是高城站至此站之間還未確實引入「ANSWER」，並在檢討關於引入「ANSWER」。

### 月台
1面2線的島式月台。以行人天橋連接閘口及月台。
| 月台 | 路線      | 上下行 | 方向                                           |
| ---- | --------- | ------ | ---------------------------------------------- |
| 1    | ■日豐本線 | 上行   | 大分、別府、龜川、中山香、中津、小倉、博多方向 |
| 2    | ■日豐本線 | 下行   | 大在、幸崎、臼杵、佐伯、南宮崎、宮崎機場方向   |

## 歷史
- 1914年4月1日：國有鐵道（當時為鐵道院）車站啟用[10]。
- 1945年5月7日：鶴崎空襲使車站大樓全部燒毀
- 1945年8月8日：空襲使大野川橋粱損毀（8月13日重開）。
- 1960年10月1日：時間表修正，新設急行「日向」號停站。成為優等列車停車站。
- 1964年：九州石油（日语：九州石油）（現時為JXTG能源）大分煉油廠專用線開始運行。
- 1985年3月14日：終止行李提取服務。
- 1987年4月1日：隨國鐵分割民營化，車站由九州旅客鐵道（JR九州）和日本貨物鐵道（JR貨物）營運。
- 1994年7月1日：除了來往專用線外，終止貨物提取業務（貨物月台廢止）。
- 1997年2月28日：最後貨物列車行駛日。在末期，設有從九州石油專用線運送石油至神埼站的貨運列車。
- 1998年3月1日：貨物列車廢止，車站業務由JR貨物轉讓至JR九州。
- 2012年12月1日：可以使用IC卡「SUGOCA」[11]。
- 2019年3月8日：設有升降機的新行人天橋開始使用。

## 使用狀況
在2018年（平成30年）度，1日平均乘車人次為1,958人。
以下是近年乘車人次列表：
| 乘車人次變遷 | 乘車人次變遷 |
| 年度         | 1日平均人次  |
| ------------ | ------------ |
| 2000年       | 1,716        |
| 2001年       | 1,745        |
| 2002年       | 1,785        |
| 2003年       | 1,785        |
| 2004年       | 1,787        |
| 2005年       | 1,740        |
| 2006年       | 1,765        |
| 2007年       | 1,795        |
| 2008年       | 1,858        |
| 2009年       | 1,802        |
| 2010年       | 1,768        |
| 2011年       | 1,764        |
| 2012年       | 1,754        |
| 2013年       | 1,870        |
| 2014年       | 1,847        |
| 2015年       | 2,053        |
| 2016年       | 2,006        |
| 2017年       | 1,966        |
| 2018年       | 1,958        |
| 2017年       | 1,922        |
| 2018年       | 1,546        |
|              |              |
| 2023年       | 1,850        |

## 相鄰車站
九州旅客鐵道
■日豐本線
- 特急「日輪」「日輪喜凱亞」「音速」停車站。

高城－鶴崎－大在

## 外部連結
- JR九州鶴崎站 （页面存档备份，存于）